# Marianne Carlsson
Marianne Aina Christina Carlsson, född 12 augusti 1947 i Linköping, är en svensk psykolog.
Carlsson, som är dotter till köpman Folke Carlsson och affärsbiträde Aina Johansson, blev filosofie kandidat vid Uppsala universitet 1970, avlade psykologexamen 1973 och blev filosofie doktor i psykologi 1983. Hon var lärare och forskare i nämnda ämne på psykologiska institutionen vid Uppsala universitet 1971–1983, Centrum för kvinnliga forskare från 1979, beteendeterapeut 1978–1985, FoU-lärare, universitetslektor på Vårdhögskolan Uppsala läns landsting från 1983 samt föredragshållare i kvinnofrågor och kvinnoforskning. Hon har skrivit Sex-role opinions as conceptual schemata in 3-12 year old Swedish children (doktorsavhandling, 1983), Kvinnopsykologi (tillsammans med Mona Eliasson, 1989), Psykologiska utgångspunkter för vård och omvårdnad (tillsammans med Barbro Holmdahl, 1992) samt artiklar i bland annat Scandinavian Journal of Psychology och Kvinnovetenskaplig tidskrift.